# Шрек
«Шрек» (англ. Shrek) — американський повнометражний комедійний анімаційний фільм 2001 року режисерів Ендрю Адамсона та Вікі Вернон за мотивами дитячої книги Вільяма Стейга «Шрек!». Це перший фільм із франшизи про Шрека. Головні ролі озвучили Майк Маєрс, Едді Мерфі, Кемерон Діас та Джон Літгоу. Мультфільм бере за основу та пародіює адаптації казок, в тому числі і мультфільми студії Дісней.
Після придбання прав на книгу Стейга в 1991 році, Стівен Спілберг прагнув створити екранізацію з мальованою анімацією, але Джон Вільямс переконав його довести проєкт до нещодавно заснованої DreamWorks в 1994 році. Джеффрі Катценберг разом з Вільямсом і Ароном Ворнером почали розробку Шрека в 1995 році, відразу після покупки студією прав у Спілберга. Кріса Фарлі обрали як голос для головного персонажа, записавши більшу частину необхідного діалогу, але він помер у 1997 році, перш ніж його робота над фільмом була закінчена; Маєрса взяли, щоб замінити його, і він дав Шреку свій шотландський акцент. Спочатку фільм планували створити за допомогою захоплення руху, але після поганих результатів тестування студія найняла Pacific Data Images для завершення остаточної комп'ютерної анімації. 
Фільм вийшов 18 травня 2001 та зібрав 484 млн. доларів при бюджеті в 60 млн. Також отримав позитивні відгуки від критиків за анімацію, саундтрек та гумор, який оріентувався як на дорослих та і на дітей. Це перший повнометражний анімаційний фільм в історії, що здобув премію «Оскар». Також здобув низку інших нагород, зокрема BAFTA та «Енні» (в 8-ми номінаціях).
Сюжет гумористично обігрує мотиви багатьох європейських казок, оповідаючи про огра Шрека, який, щоб позбутися депортованих на його землю місцевим лордом чарівних істот, погоджується виконати його завдання. Шреку разом з балакучим Віслюком доводиться визволити з полону дракона принцесу Фіону, разом з тим розкриваючи, що багато казкових персонажів зовсім не такі, як про них розповідають. Після першої частини вийшли три продовження Шрек 2, Шрек Третій та Шрек назавжди, разом з двома спін-офами: Кіт у чоботях та Кіт у чоботях 2: Останнє бажання.

## Сюжет
Зелений огр Шрек живе на болоті в околицях міста-держави Дюлок, населеного людьми та чарівними істотами з різних європейських казок і легенд. Хоча огри знані як страшні людожери, Шрек добродушний і лише лякає мисливців, які часом навідуються його вполювати. Прогнавши чергову ватагу мисливців, Шрек не звертає уваги на оголошення, що було в них — «Розшукуються казкові істоти».
Тим часом за наказом правителя Дюлока, лорда-коротуна Фаркварда, всіх чарівних істот виганяють з околиць. За здачу кожної істоти, як-от відьми, Піноккіо чи гнома, звичайним людям призначено нагороду. Одна стара жінка намагається здати балакучого Віслюка, який вперто відмовляється говорити. Випадково на Віслюка потрапляють чари феї, що сиділа в клітці поруч, і він набуває здатності літати. Вже скоро чари розвіюються, проте Віслюк тікає й опиняється на Шрековому болоті. Шрек рятує Віслюка від лицарів-переслідувачів, після чого Віслюк настирливо скрізь слідує за огром. Він зізнається, що Шрек зовсім не страшний, і вирішує залишитися з ним. Невдовзі інші чарівні істоти також приходять на болото, надокучаючи Шреку галасом, бо саме там лорд виділив їм місце для резервації. Роздратований Шрек бере Віслюка, щоб разом змусити Фаркварда забрати всіх істот назад.
Фарквард замислює стати королем, але для цього йому треба одружитися з принцесою. Солдати лорда під час рейду на чарівних створінь добувають для Фаркварда Чарівне Дзеркало з казки про Білосніжку. Погрожуючи розбити його, лорд примушує Дзеркало показати трьох принцес: Попелюшку, Білосніжку та Фіону. Дзеркало пов'язує лорда з Фіоною магічним контрактом, але виявляється, що Фіона ув'язнена в башті замку, що охороняється вогнедишним драконом. Фарквард вирішує будь-що визволити принцесу, попри попередження Дзеркала, що на Фіоні лежить прокляття.
Лорд влаштовує лицарський турнір, переможець якого отримає почесне право здолати дракона і визволити принцесу для нього. Саме в цей час Шрек і Віслюк приходять в Дюлок. Побачивши їх, лорд оголошує, що чемпіоном стане той, хто зуміє убити Шрека. Однак друзі легко перемагають всіх суперників і Форквард вирішує відправити на порятунок Фіони самого Шрека. Тоді Шрек погоджується визволити принцесу в обмін на те, щоб чарівних істот забрали з його болота.
Шрек з Віслюком вирушають до оточеного лавою замку, де розкривають, що дракон — це насправді дракониця, котра швидко закохується у Віслюка. Дракониця забирає Віслюка, а Шрек пробирається в башту до Фіони. Огр грубо наказує йти за ним, попри те, що принцеса чекала галантного принца. Наступним її дивує, що Шрек не вбив дракона, проте удвох вони повертаються за Віслюком, а драконицю затримують, скинувши на неї світильник. Фіона спантеличена тим, що її рятівник — це огр, і неохоче вирішує з ним у Дюлок.
На шляху в Дюлок Шрек погоджується з Віслюком, що й Фіона не зовсім така, як розповідають у казках. Коли вони проходять через ліс, то зустрічають Робіна Гуда, що виявляється самозакоханим ловеласом. Фіона б'є Робіна Гуда, чим неабияк дивує Шрека й Віслюка. Вночі Віслюк випадково стає свідком того, що Фіона перетворюється на огресу. Це накладене на неї прокляття, яке може розвіяти лише поцілунок того, хто щиро її кохає. Віслюк натякає, що Шрек міг би одружитися з Фіоною. Але почувши розмову принцеси з Віслюком про те, «чи можна полюбити такого жахливого монстра», Шрек думає, що це про нього, а не про лорда. Огр ображається, свариться з Віслюком і здає Фіону Форкварду. Фіона вирішує пошвидше одружитися з лордом, щоб позбутися прокляття.
Повернувшись на болото, Шрек сумує, що в ньому бачать лише чудовисько. Віслюк будує стіну впоперек болота, сподіваючись, що за порятунок Фіони йому належить половина території. Під час сварки з приводу цього, Віслюк обмовляється, що насправді Фіона кохає Шрека. Огр мириться з Віслюком і поспішає врятувати Фіону від шлюбу з Форквардом. Щоб встигнути, Віслюк прикликає свистом драконицю, на спині якої обоє дістаються до замку.
Несподівано з'явившись у замку, Шрек і Віслюк зривають весілля. В цей час сонце сідає і Фіона перетворюється на огресу. Розгніваний лорд наказує варті замкнути Фіону в вежі, а Шрека стратити. Тоді Шрек прикликає драконицю, яка вривається в замок і проковтує Фаркварда. Шрек цілує Фіону, проте вона лишається огресою, бо цей і є її справжній вигляд.
Шрек з Фіоною святкують власне весілля на болоті разом з іншими чарівними істотами. Коли наречена кидає в натовп гостей букет, його ловить дракониця. Нове подружжя вирушає у весільну подорож, поки Віслюк і дракониця готуються до власного весілля.

## Виробництво
Після покупки прав на фільм, Джеффрі Катценберг швидко поставив його в активний розвиток в листопаді 1995 року. Стівен Спілберг думав про створення традиційно анімаційного фільму екранізації книги раніше, коли він купив права на книгу в 1991 році до заснування DreamWorks, де Білл Мюррей грав Шрека, а Стів Мартін грав Віслюка. Співрежисер Ендрю Адамсон відмовився бути заляканим Катценбергом і сперечався з ним про те, наскільки фільм повинен сподобатися дорослим. Катценберг хотів, щоб обидві аудиторії, але він вважав, що деякі ідеї Адамсона, такі як додавання сексуальних жартів і музики Guns N'Roses до саундтреку, були занадто обурливими. Адамсон та Келлі Есбері приєдналися до 1997 року, щоб співрежисувати фільм. Однак, Есбері пішов через рік для роботи над фільмом 2002 року «Дух: Жеребець Кімаррона», і був замінений художником історії Вікі Дженсон, хоча пізніше Есбері став співрежисером продовження. І Адамсон, і Дженсон вирішили працювати над фільмом наполовину, тому знімальна група могла хоча б знати, до кого звертатися з конкретними детальними питаннями про послідовності фільму; «Ми обидва зробили багато всього», - сказав Адамсон. "Ми обидва начебто контролюємо виродків, і ми обидва хотіли зробити все.
Деякі ранні ескізи будинку Шрека були зроблені між 1996 і 1997 роками за допомогою Photoshop, з ескізами, на яких Шрек вперше жив на смітнику біля людського села під назвою Wart Creek. Також вважалося, що одного разу він жив зі своїми батьками і продовжував гнити рибу в своїй спальні. Віслюк був змодельований за зразком Перікла (народився 1994; також знаний як Перрі), справжній мініатюрний віслюк з Баррон-парку в Пало-Альто, штат Каліфорнія. Раман Хуей, куратор аніматора Шрека, заявив, що Фіона «не була заснована на будь-якій реальній людині», і він зробив багато різних ескізів для неї. Він виконав понад 100 скульптур Фіони, перш ніж режисери обрали остаточний дизайн. На початку розробки арт-директори відвідали замок Герст, Стратфорд-апон-Ейвон та Дордонь для натхнення. Арт-директор Дуглас Роджерс відвідав плантацію магнолії в Чарльстоні, Південна Кароліна, для натхнення болота Шрека. 
Під час виробництва, багатьом аніматорам яким не вдавалось добре працювати над іншими мультфільмами, такими як Принц Єгипту, змушували працювати над Шреком.
Фільм посилається на численні народні та літературні казки й легенди: «Білосніжка і семеро гномів», «Три ведмеді», «Джек і бобове зерно», «Троє поросят», «Пітер Пен», «Пряничний чоловічок», «Попелюшка», «Гомельнський щуролов», «Пригоди Піноккіо», «Спляча красуня», «Червона шапочка», «Робін Гуд», «Троє сліпих мишенят», «Красуня і чудовисько». Також фільм містить в окремих сценах посилання на фільми про Індіану Джонса, «Матрицю», відеогру Street Fighter II.

## Нагороди та номінації
«Шрек» став першим анімаційним фільмом, що одержав премію BAFTA.
У грудні 2020 року фільм внесений до Національного реєстру фільмів у Бібліотеці Конгресу США.
| Рік  | Нагорода         | Категорія                                  | Номінант                                                     | Результат |
| ---- | ---------------- | ------------------------------------------ | ------------------------------------------------------------ | --------- |
| 2002 | Премія «Оскар»   | Найкращий анімаційний повнометражний фільм | Арон Ворнер                                                  | Перемога  |
| 2002 | Премія «Оскар»   | Найкращий адаптований сценарій             | Тед Елліот, Террі Россіо, Джо Стіллман, Роджер С. Г. Шульман | Номінація |
| 2002 | MTV Movie Awards | Найкращий фільм                            |                                                              | Номінація |
| 2002 | MTV Movie Awards | Найкращий акторський склад                 | Кемерон Діас, Едді Мерфі, Майк Маєрс                         | Номінація |
| 2002 | MTV Movie Awards | Найкраще комедійне виконання               | Едді Мерфі                                                   | Номінація |
| 2002 | MTV Movie Awards | Найкраще комедійне виконання               | Майк Маєрс                                                   | Номінація |

## У ролях
- Майк Маєрс — Шрек
- Едді Мерфі — Віслюк
- Кемерон Діас — принцеса Фіона
- Джон Літгоу — лорд Фаркваард
- Венсан Кассель — Робін Гуд
- Конрад Вернон — пряночний чоловічок
- Кріс Міллер — магічне дзеркало та Ґеппето
- Коді Кемерон — пінокіо та троє поросят
- Саймон Дж. Сміт — сліпий щур
- Крістофер Найстс — Телоуніс, один з трьох сліпих щурів
- Аарон Варнер — великий сірий вовк
- Джим Каммінгс — капітан гвардії
- Кетлін Фріман — власниця Віслюка
- Бобі Блок — ведмежа з трьох ведмедів
- Майкл Ґаласо — Пітер Пен

## Український дубляж

### Старий дубляж студії «Postmodern Postproduction» (2006)
Анімаційну стрічку Шрек було дубльовано українською у 2006 році студією «Postmodern Postproduction» (тоді студія оперувала під брендом «Pteroduction Sound»). Прем'єра відбулася 31 грудня 2006 року на телеканалі «ICTV». З цим дубляжем транслювались на каналах «Новий канал» та «ICTV», а також на колишніх каналах «Україна» та «НЛО TV».
- Ролі дублювали:
- Дмитро Завадський — Шрек
- Микола Боклан — Віслюк
- Ірина Ткаленко — Фіона
- Анатолій Зіновенко — Лорд Фарквард
- Андрій Середа — Дзеркало
- Перекладач — Олекса Негребецький
- Режисер дубляжу — Іван Марченко
- Звукорежисер — Олег Кульчицький
- Диктор — Дмитро Завадський

### Новий дубляж студії «Postmodern Postproduction» (2017)
Анімаційну стрічку Шрек було дубльовано українською у 2017 році студією «Postmodern Postproduction». Прем'єра відбулася 8 грудня 2017 року на телеканалі «ТЕТ». З цим дубляжем транслювались на каналах «ТЕТ» та «ПлюсПлюс».
- Ролі дублювали:
- Богдан Бенюк — Шрек
- Дмитро Гаврилов — Віслюк
- Катерина Сергеєва — Фіона
- Михайло Войчук — Лорд Фарквард
- Сергій Малюга — Піноккіо
- Олександр Погребняк — Коржик
- Андрій Твердак — Дзеркало
- Роман Чорний — Робін Гуд
  - А також: Дмитро Терещук, Аліса Гур'єва, Катерина Башкіна-Зленко, Дмитро Бузинський, Галина Дубок, В'ячеслав Дудко, Сергій Ємельянов, Володимир Канівець.
- Перекладач — Христина Зябрева
- Режисер дубляжу — Людмила Петриченко
- Музичний керівник — Тетяна Піроженко
- Звукорежисер — Геннадій Алексєєв
- Менеджер проєкту — Ірина Туловська
- Диктор — Кирило Нікітенко

## Українське закадрове озвучення

### Багатоголосе закадрове озвучення студії«1+1»(2004)
Ролі озвучували:
- Юрій Коваленко — Шрек
- Максим Кондратюк — Віслюк
- Олена Узлюк — принцеса Фіона

### Двоголосе закадрове озвучення телекомпанії«Новий канал»(2009)
Ролі озвучували:
- Юрій Ребрик — всі чоловічі ролі
- Катерина Брайковська — всі жіночі ролі

### Багатоголосе закадрове озвучення студії«Так Треба Продакшн»на замовлення телекомпанії«Інтер»(2011)
Ролі озвучували:
- Володимир Терещук — Шрек, Дзеркало
- Роман Чупіс — Віслюк, Коржик, Джипетто, сліпа миша, епізоди
- Анатолій Пашнін — Лорд Фарквард, Піноккіо, Робін Гуд, Три поросята, великий сліпий вовк, сліпі миші, капітан гвардії, епізоди
- Олена Бліннікова — принцеса Фіона, власниця Віслюка, ведмежатко, епізоди

## Оцінки й відгуки
Фільм має середню оцінку 7.9/10 на IMDb і 88 % схвальних рецензій на Rotten Tomatoes.
Ентоні Лейн з видання «The New Yorker» відгукнувся, що «Шрек» досить жвавий, кмітливий і саморефлексивний. Він відзначив, що фільм сповнений жартами проти Disney та намагається деконструювати казку. Водночас фільм через це стає дещо черствим і цинічним, йому бракує тієї казкової простоти, яку він висміює. Згідно з Беном Фалком з BBC, сюжет насправді класичний, але подається з дотепним цинізмом і веселощами. Як результат, фільм сподобається як дорослим, так і дітям. Сьюзен Влощина для «USA Today» написала: «Врешті-решт, „Шрек“ пропонує одну з найповсякденніших моралей книжних історій: важливе те, що знаходиться всередині. Однак важливо й те, як цей урок доноситься, і саме тут розвінчана казка має перевагу».
Стівен Гантер для «The Washington Post» зробив висновок: «Ті, хто все ще необізнані про постмодернізм — скажімо, діти до 2 років — побачать просто запальну історію героїзму та винахідливості. Усі інші побачать цілу низку сенсів, від висміювання Діснея і до вивчення образності тіла та самолюбства, оскільки це проблеми сучасної психіки. Я вважаю, що з двох варіантів фільм легше побачити очима дитини, легенько; це настільки чиста забавка, як казка, що той факт, що вона розвінчана й іронічна, зрештою означає набагато менше, ніж той факт, що це казка».
Сайт Common Sense Media виніс вердикт: «Батьки повинні знати, що „Шрек“ містить трохи різкого гумору, розрахованого на підлітків та дорослих. Жарти, з яких підлітки та дорослі усміхнуться (наприклад, коли Шрек задається питанням, чи маленький лорд Фарквард щось компенсує своїм дуже високим замком), будуть незрозумілі більшості менших дітей, але батьки повинні бути готовими до певних питань. Існує також безліч легкого гумору та грубоватих жартів, розрахованих на дітей — здебільшого засновані на жахливих особистих звичках огрів. До страшних сцен для юні належать бійки з охоронцями, жителі села, що приходять за Шреком із вилами, та вогнедишний дракон (який стає привабливим, коли закохується у Віслюка). Птах вибухає, а його яйця з'їдають, а персонажа зжерає одним ковтком дракон, але це не реалістично».